# São Joaquim em Prati di Castello (título cardinalício)
São Joaquim em Prati di Castello (em latim, S. Ioachimi) é um título cardinalício instituído pelo Papa João XXIII em 12 de março de 1960, pela bula papal Ad Romanorum Pontificum. Sua igreja titular é San Gioacchino in Prati.

## Titulares protetores
- Bernardus Johannes Alfrink (1960-1987)
- Michele Giordano (1988-2010)
- Leopoldo José Brenes Solórzano (desde 2014)